# Paul Boudehent
Pour les articles homonymes, voir Boudehent.

a Compétitions nationales et continentales officielles uniquement.

b Matchs officiels uniquement.
Dernière mise à jour le 15 mars 2025.
Paul Boudehent, né le 21 novembre 1999 à Angers (Maine-et-Loire), est un joueur international français de rugby à XV qui joue au poste de troisième ligne aile au Stade rochelais.
Il remporte la Champions Cup en 2023 avec le Stade rochelais.
Son frère, Pierre Boudehent est également joueur de rugby à XV.

## Biographie

### Carrière en club
Ayant grandi à Angers, il suit ensuite son frère à Nantes puis à La Rochelle. Avec le Stade rochelais, il fait ses débuts lors de la saison 2018-19, s'affirmant peu à peu comme un des grands espoirs du club.
En juillet 2020, alors qu'il est courtisé par plusieurs grandes écuries de Top 14 il prolonge son contrat avec les maritimes jusqu'en 2023,.
En 2021-2022, Paul Boudehent joue vingt matchs toutes compétitions confondues, dont douze titularisations. Son équipe atteint la finale de la Coupe d'Europe. En finale, les Rochelais affrontent les Irlandais du Leinster. Boudehent n'est pas sur la feuille de match et son club gagne la partie sur le score de 24 à 21 et remporte premier trophée majeur de son histoire. En championnat, La Rochelle est éliminée en barrages par le Stade toulousain sur le score de 33 à 28.
Durant la saison 2022-2023, le Stade rochelais se qualifie pour la troisième fois consécutive en finale de la Champions Cup, et affronte le Leinster pour la seconde fois. Pour cette rencontre, Paul Boudehent est titulaire en troisième ligne aux côtés de Levani Botia et Grégory Alldritt et réalise un bon match. Son équipe s'impose 27 à 26 et remporte la compétition pour la deuxième fois d'affilée,. En championnat, les Rochelais terminent deuxième de la saison régulière et se qualifient directement pour les demi-finales où ils éliminent l'Union Bordeaux Bègles (victoire 24 à 13) et rejoignent le Stade toulousain en finale, comme en 2021,. Pour ce match, Paul Boudehent est titulaire dans la même troisième ligne qu'en Champions Cup. Dans un match très serré, Toulouse s'impose en fin de match et l'emporte 29 à 26,. Boudehent perd ainsi sa deuxième finale de Top 14.

### Carrière internationale
Paul Boudehent connait ses premières sélections en équipe de France des moins de 20 ans en 2019, avec qui il remporte le Tournoi des Six Nations des moins de 20 ans. Cependant, il ne fait pas partie du groupe pour la coupe du monde 2019 remportée par les « Bleuets », étant forfait à cause d'une blessure aux ischios.
En janvier 2023, il est appelé pour la première fois en équipe de France, par Fabien Galthié, pour participer au Tournoi des Six Nations 2023,. Il est finalement contraint de déclarer forfait une semaine avant le début du tournoi à cause d'une blessure lors d'un match contre le Racing 92.
À l'issue de la saison 2022-2023, il est sélectionné dans une liste de 42 joueurs pour préparer la Coupe du monde 2023. Il connaît sa première cape lors du premier match de préparation au mondial face à l'Écosse ; il est titulaire dans un XV de départ marqué par l'absence des cadres de l'équipe. Les Bleus sont battus 25-21,. À nouveau titulaire lors du match retour (victoire 30-27), Paul Boudehent fait partie de la liste officielle des 33 joueurs qui joueront la compétition.

## Famille
Paul est le frère cadet de l'international à sept Pierre Boudehent,.

## Statistiques

### En club
| Saison    | Club            | Championnat | Championnat | Championnat | Championnat | Coupe d'Europe     | Coupe d'Europe | Coupe d'Europe | Coupe d'Europe |
| Saison    | Club            | Compétition | Matchs      | Points      | Essais      | Compétition        | Matchs         | Points         | Essais         |
| --------- | --------------- | ----------- | ----------- | ----------- | ----------- | ------------------ | -------------- | -------------- | -------------- |
| 2018-2019 | Stade rochelais | Top 14      | 1           | -           | -           | Challenge européen | -              | -              | -              |
| 2019-2020 | Stade rochelais | Top 14      | 3           | -           | -           | Coupe d'Europe     | 2              | -              | -              |
| 2020-2021 | Stade rochelais | Top 14      | 11          | 5           | 1           | Coupe d'Europe     | 1              | -              | -              |
| 2021-2022 | Stade rochelais | Top 14      | 16          | 5           | 1           | Coupe d'Europe     | 3              | 5              | 1              |
| 2022-2023 | Stade rochelais | Top 14      | 19          | 15          | 3           | Champions Cup      | 7              | -              | -              |
| 2023-2024 | Stade rochelais | Top 14      | 8           | -           | -           | Champions Cup      | 4              | -              | -              |
| 2024-2025 | Stade rochelais | Top 14      | 17          | 25          | 5           | Champions Cup      | 2              | -              | -              |
| Total     | Total           | Top 14      | 58          | 50          | 10          | Coupes d'Europe    | 19             | 5              | 1              |

### Internationales
Au 15 mars 2025, Paul Boudehent compte 19 sélections en équipe de France, dont 11 en tant que titulaire, avec 5 essais inscrits, depuis sa première cape face à l'Ecosse le 15 août 2023. Il compte aussi deux participations au Tournoi des Six Nations en 2024 et 2025 et une participation à la coupe du monde 2023.  
| Année | Compétition    | Matchs | Points | Essais |
| ----- | -------------- | ------ | ------ | ------ |
| 2023  | Test matchs    | 3      | -      | -      |
| 2023  | Coupe du monde | 3      | -      | -      |
| 2024  | Six Nations    | 5      | -      | -      |
| 2024  | Test matchs    | 3      | 15     | 3      |
| 2025  | Six Nations    | 5      | 10     | 2      |
| Total | Total          | 19     | 25     | 5      |

| Adversaire       | Matchs joués | Victoires | Défaites | Nuls | Essais | Points | % de victoire |
| ---------------- | ------------ | --------- | -------- | ---- | ------ | ------ | ------------- |
| Angleterre       | 2            | 1         | 1        | 0    | 0      | 0      | 50            |
| Argentine        | 1            | 1         | 0        | 0    | 0      | 0      | 100           |
| Australie        | 1            | 1         | 0        | 0    | 0      | 0      | 100           |
| Écosse           | 4            | 3         | 1        | 0    | 0      | 0      | 75            |
| Pays de Galles   | 2            | 2         | 0        | 0    | 0      | 0      | 100           |
| Irlande          | 2            | 1         | 1        | 0    | 1      | 5      | 50            |
| Italie           | 2            | 1         | 0        | 1    | 1      | 5      | 50            |
| Japon            | 1            | 1         | 0        | 0    | 2      | 10     | 100           |
| Namibie          | 1            | 1         | 0        | 0    | 0      | 0      | 100           |
| Nouvelle-Zélande | 2            | 2         | 0        | 0    | 1      | 5      | 100           |
| Uruguay          | 1            | 1         | 0        | 0    | 0      | 0      | 100           |
| Total            | 19           | 15        | 3        | 1    | 5      | 25     | 78.95         |

| Numéro | Date             | Lieu                         | Adversaire       | Compétition                  | Résultat | Score |
| ------ | ---------------- | ---------------------------- | ---------------- | ---------------------------- | -------- | ----- |
| 1      | 9 novembre 2024  | Stade de France, Saint-Denis | Japon            | Test match                   | Victoire | 52-12 |
| 2      | 9 novembre 2024  | Stade de France, Saint-Denis | Japon            | Test match                   | Victoire | 52-12 |
| 3      | 16 novembre 2024 | Stade de France, Saint-Denis | Nouvelle-Zélande | Test match                   | Victoire | 30-29 |
| 4      | 23 février 2025  | Stade Olympique de Rome      | Italie           | Tournoi des Six Nations 2025 | Victoire | 73-24 |
| 5      | 8 mars 2025      | Aviva Stadium                | Irlande          | Tournoi des Six Nations 2025 | Victoire | 42-27 |

## Palmarès

### En club
- Stade rochelais
  - Finaliste du Championnat de France espoirs en 2019
  - Finaliste du Championnat de France en 2021 et 2023
  - Finaliste de la Coupe d'Europe en 2021
  - Vainqueur de la Champions Cup en 2023

### En équipe nationale
- France
  - Vainqueur du Tournoi des Six Nations en 2025

#### Coupe du monde
| Édition     | Rang               | Résultats France | Résultats Boudehent | Matchs Boudehent |
| ----------- | ------------------ | ---------------- | ------------------- | ---------------- |
| France 2023 | Quart de finaliste | 4 v, 0 n, 1 d    | 3 v, 0 n, 0 d       | 3/5              |

#### Tournoi des Six Nations
| Édition          | Rang | Résultats France | Résultats Boudehent | Matchs Boudehent |
| ---------------- | ---- | ---------------- | ------------------- | ---------------- |
| Six Nations 2024 | 2    | 3 v, 1 n, 1 d    | 3 v, 1 n, 1 d       | 5/5              |
| Six Nations 2025 | 1    | 4 v, 0 n, 1 d    | 4 v, 0 n, 1 d       | 5/5              |

Légende : v = victoire ; n = match nul ; d = défaite ; la ligne est en gras quand il y a Grand Chelem.